# Dawn Stern
Dawn Stern (* 1966 in einer Militärbasis nähe Tokio, Japan) ist eine US-amerikanische Schauspielerin.

## Leben
Dawn Stern wurde in einer Militärbasis in der Nähe von Tokio geboren, wuchs aber in O’Fallon, Illinois, auf. Dort besuchte sie u. a. die O’Fallon Township High School.
Nachdem sie 1996 nach Los Angeles zog, erhielt sie schon nach sechs Monaten die Hauptrolle der Agentin Allie Farrow in der Fernsehserie Viper. Diese verließ sie am Ende der zweiten Staffel jedoch wieder. Von 2003 bis 2004 übernahm sie die wiederkehrende Rolle als Vanessa Lerner in der Seifenoper Schatten der Leidenschaft. Außerdem hatte sie von 2003 bis 2004 in der kurzlebigen Fernsehserie Starhunter eine Hauptrolle. Bisher hat sie in mehr als 30 Fernseh- und Filmproduktionen mitgespielt, meistens in Gastrollen in Fernsehserien.
Sie ist mit dem Schauspieler und Regisseur Stefan Wolfert verheiratet.

## Filmografie (Auswahl)
- 1996: Night Affairs (Women: Stories Of Passion, Folge 1x06)
- 1996: Original Gangstas
- 1996–1997: Viper (21 Folgen)
- 1997: Der Sentinel – Im Auge des Jägers (The Sentinel, Folge 3x01)
- 1997–1998: 413 Hope Street – Eine Chance für die Hoffnung (413 Hope St., 10 Folgen)
- 1998: X-Factor: Das Unfassbare (1 Folge)
- 1998: Ally McBeal (Folge 1x17)
- 1998: Diagnose: Mord (Diagnosis Murder, Folge 6x05)
- 1999: Beverly Hills, 90210 (Folge 9x13)
- 1999: Profiler (Folge 3x13)
- 1999: Im Kreuzfeuer (Rescue 77, Folge 1x08)
- 1999: Love Boat – Auf zu neuen Ufern (Love Boat: The Next Wave, Folge 2x17)
- 1999: Crusade (Folge 1x04)
- 1999: Pacific Blue – Die Strandpolizei (Pacific Blue, Folge 5x13)
- 2000: Mister Funky – Die Steve-Harvey-Show (The Steve Harvey Show, Folge 4x20)
- 2001: Freaky Links (Folge 1x07)
- 2001: What’s Up, Dad? (My Wife and Kids, Folge 1x06)
- 2001: Thieves (Folge 1x10)
- 2002: Alabama Dreams (Any Day Now, Folge 4x15)
- 2002: Lady Cops – Knallhart weiblich (The Division, Folge 2x02)
- 2002: One on One (Folge 1x14)
- 2002: Star Trek: Enterprise (Folge 1x25)
- 2002: She Spies – Drei Ladies Undercover (She Spies, Folge 1x01)
- 2002: On the Edge
- 2003: Wanda at Large (Folge 2x03)
- 2003–2004: Starhunter (22 Folgen)
- 2003: Die Parkers (The Parkers, Folge 5x15)
- 2003–2004: Schatten der Leidenschaft (The Young and the Restless, Seifenoper)
- 2007: Nobody (Fernsehfilm)
- 2007: Las Vegas (Folge 5x08)
- 2007: Galore
- 2008: Eleventh Hour – Einsatz in letzter Sekunde (Eleventh Hour, Folge 1x03)
- 2009: Navy CIS: L.A. (NCIS: Los Angeles, Folge 1x09)
- 2012: True Blood (Folge 5x01)